# Часовенка (приток Каменки)
Часовенка (устар. Киршна-грабен) — река в России, находится в Калининградской области. Устье реки находится в 8 км по левому берегу реки Каменки. Длина реки — 14 км, площадь водосборного бассейна — 29,5 км².

## Данные водного реестра
По данным государственного водного реестра России относится к Балтийскому бассейновому округу, водохозяйственный участок реки — реки бассейна Балтийского моря в Калининградской области без рек Неман и Преголя. Относится к речному бассейну реки Неман и рекам бассейна Балтийского моря (российская часть в Калининградской области).
Код объекта в государственном водном реестре — 01010000312104300010564.